# Segling vid olympiska sommarspelen 1956
De olympiska tävlingarna i segling 1956 avgjordes mellan den 26 november och 5 december i Port Phillip Bay strax söder om Melbourne. 154 deltagare från 28 länder tävlade i fem grenar. 6 meters-klassen som varit med sedan 1908 togs bort och ersattes av 12m² Sharpie.

## Båtklasser
- Utrustning:

| Klass        | Typ    | Seglare | Trapets | Storsegel | Fock | Spinnaker | Första OS |
| ------------ | ------ | ------- | ------- | --------- | ---- | --------- | --------- |
| Finnjolle    | Jolle  | 1       | 0       | x         | -    | -         | 1952      |
| 12m² Sharpie | Jolle  | 2       | 0       | x         | x    | -         | 1956      |
| Starbåt      | Kölbåt | 2       | 0       | x         | x    | -         | 1932      |
| Drake        | Kölbåt | 3       | 0       | x         | x    | x         | 1948      |
| 5,5 m        | Kölbåt | 3       | 0       | x         | x    | x         | 1952      |

- Design:

## Medaljörer
| Gren                     | Guld                                               | Silver                                                                            | Brons                                                    |
| Finnjolle Detaljer...    | Paul Elvstrøm Danmark                              | André Nelis Belgien                                                               | John Marvin USA                                          |
| 12m² Sharpie Detaljer... | Nya Zeeland Peter Mander Jack Cropp                | Australien Rolly Tasker John Scott                                                | Storbritannien Jasper Blackall Terence Smith             |
| Starbåt Detaljer...      | USA Herbert Williams Lawrence Low                  | Italien Agostino Straulino Nicolò Rode                                            | Bahamas Durward Knowles Sloane Farrington                |
| Drake Detaljer...        | Sverige Folke Bohlin Bengt Palmquist Leif Wikström | Danmark Ole Berntsen Cyril Andresen Christian von Bülow                           | Storbritannien Graham Mann Ronald Backus Jonathan Janson |
| 5,5 m Detaljer...        | Sverige Lars Thörn Hjalmar Karlsson Sture Stork    | Storbritannien Robert Perry David Bowker John Dillon Neil Kennedy-Cochran-Patrick | Australien Jock Sturrock Douglas Buxton Devereaux Mytton |

## Medaljtabell
| Pl.    | Nation         | Guld | Silver | Brons | Totalt |
| ------ | -------------- | ---- | ------ | ----- | ------ |
| 1      | Sverige        | 2    | 0      | 0     | 2      |
| 2      | Danmark        | 1    | 1      | 0     | 2      |
| 3      | USA            | 1    | 0      | 1     | 2      |
| 4      | Nya Zeeland    | 1    | 0      | 0     | 1      |
| 5      | Storbritannien | 0    | 1      | 2     | 3      |
| 6      | Australien     | 0    | 1      | 1     | 2      |
| 7      | Belgien        | 0    | 1      | 0     | 1      |
| 7      | Italien        | 0    | 1      | 0     | 1      |
| 9      | Bahamas        | 0    | 0      | 1     | 1      |
| Totalt | Totalt         | 5    | 5      | 5     | 15     |